# Ivan Šadović
Johannes Schadowitz, hrvatski (Janko Šajatović) (Zagreb, 1624. – Gross Särchen, 29. svibnja 1704.) bio je hrvatski časnik. Smatra se povijesnim predloškom za legendarnog lužičkosrpskog čarobnjaka Krabata. 
Šajatović je bio pripadnik vojnog plemstva i služio u karlovačkom generalatu pod vodstvom grofa Petra Zrinskog.

## Životopis
Sudjelovao je u Velikom turskom ratu i zbog svojih sposobnosti za organizaciju i ostalih vještina postao je predvodnik konjičke jedinice. 
Već 1659/1660. godine prelazi kao pripadnik tjelesne garde hrvatskih konjanika (Leibgarde Kroatenzu Roß) u službu saskog izbornog kneza Johanna Georga II., nadmaršala Svetog rimskog carstva njemačke nacije. 
Spasio je od smrti u turskom zarobljeništvu kneza Ivana Jurja III. od Saske. Iz zahvalnosti hrvatskom časniku knez je darovao posjed Gross Särchen. 
Zbog svoje neobično velike tjelesne visine, ponašanja i znanja, koje je stekao na putovanjima po brojnim zemljama, ljudi su mu pripisivali nadnaravne moći i nazvali ga čarobnjakom. Zvali su ga Kroat (na lužičkosrpski Chorwat), a kasnije se je riječ pretvorila u Krabat (usp. njem. Krabaten = Hrvati, te Krabat, Krobat, Krowat).
Kad se tome još pridoda njegova inteligencija i tehničko znanje, s kojem je blagodatno djelovao na poboljšanju uvjeta seljaka u tom kraju, kao na primjer isušivanje močvara,temelj za buduće legende je čvrsto položen. Tako su se među tim zapadnim Slavenima (čiji jezik,zavisno od varijante, nalikuje na češki, slovački ili poljski) stvorile priče o tome kako je Krabat čarobnjak s nadnaravnim moćima,
Kao katolički vjernik, iz protestantskog je Gross Särchena putovao u Wittichenau kako bi sudjelovao na svetoj misi. Živio je 80 godina, a pokopan je u katoličkoj crkvi u Wittichenauu. Tamo se nalazi i spomen-ploča o čovjeku o kojem je narod ispreo niz legenda.

## Legende o Krabatu
Tijekom njegove vladavine Gross Särchen je doživio procvat, što je doprinijelo stvaranju legende o njemu. Iz priče o njegovom junaštvu odrastali su naraštaji djece diljem Njemačke pa i šire, snimani su filmovi, pisani romani, skladane opere. Brojna društva, škole, udruge i proizvodi u lužičkom kraju nose njegovo ime.

Tako su se među tim zapadnim Slavenima stvorile priče o tome kako je Krabat čarobnjak s nadnaravnim moćima. Kroz razne generacije su se priče mijenjale, pa je u najpoznatijoj varijaciji Krabat postao siromašno lužičkosrpsko dijete, koje radi kod mlinara, prerušenog čarobnjaka. Nakon raznih poteškoća Krabat pobjeđuje preko ljubavi svoje majke zlog čarobnjaka i djeluje na dobrobit seljaka, te isušuje močvare ili pak spašava Augusta Jakog u turskim ratovima od trovanja. Nakon svoje smrti se Krabat pretvorio u bijelog labuda, te se smatra i dan-danas nebeskim zaštitnikom seoskog stanovništva područja Lausitz odnosno Łužica.

## Vanjske poveznice
- HKZ-KKV:Legenda o Krabatu
- Johannes Schadowitz auf www.sn.schule.de[neaktivna poveznica]
- „Nach 300 Jahren nicht nur die schönen Legenden erzählen“ – von Pfarrer Dietmar Neß. Ein Essay über Johannes Schadowitz und die Legendenbildung. (PDF-Datei; 25 kB)
- Johannes Schadowitz aus www.welt.de